# Веригино (Щёкинский район)
Веригино — деревня в Щёкинском районе Тульской области. Входит в состав Крапивенского муниципального образования.

## География
Деревня расположена в центральной части области на расстоянии примерно в 28 километрах по прямой к западу от районного центра Щёкина.
Часовой пояс
Деревня Веригино как и вся Тульская область, находится в часовой зоне МСК (московское время). Смещение применяемого времени относительно UTC составляет +3:00.

## Население
| 2010 |
| ---- |
| 4    |

Национальный состав
Согласно результатам переписи 2002 года, население отсутствовало.